# Ирландский маршрут
«Ирландский маршрут» (англ. Route Irish) — кинофильм режиссёра Кена Лоуча, вышедший на экраны в 2010 году. Фильм принимал участие в основном конкурсе Каннского кинофестиваля 2010 года, кинофестивалей в Лондоне и Торонто.

## Сюжет
Фергюс и Фрэнки — два закадычных друга — устраиваются работать наёмниками в оккупированном Ираке. Первым возвращается домой Фергюс и через некоторое время узнаёт о гибели Фрэнки во время поездки по «ирландскому маршруту» (Baghdad Airport Road), крайне опасной дороге, связывающей «зелёную зону» и Багдадский аэропорт. Во время похорон кто-то из знакомых Фрэнки передаёт в руки Фергюса мобильный телефон с записью сцены расстрела командой контрактников такси, в котором находилась арабская семья. Мальчик, снявший сцену, также был застрелен. Желая разобраться в том, что же произошло и как это может быть связано с судьбой Фрэнки, Фергюс вместе с подругой погибшего товарища Рэйчел начинает своё расследование.

## В ролях
- Марк Уомак — Фергюс
- Андреа Лоу — Рэйчел
- Бишоп, Джон Джозеф[англ.] — Фрэнки
- Тревор Уильямс — Нельсон
- Талиб Расул — Харим
- Стивен Лорд — Стив
- Крейг Лундберг — Крейг
- Джефф Белл — Алекс Уокер